# 가미사토정 (나가노현)
가미사토정(일본어: 上郷町)은 일본 나가노현 시모이나군에 설치되었던 정이다. 현재의 이다시에 해당한다.

## 지리
이다 분지의 북서부를 차지해 기소 산맥(중앙 알프스)으로 이어지는 노소코산이 우뚝 솟아 있다. 시내 중심부의 해발 고도는 대략 500미터이다
제2차 세계대전 이전의 상향촌은 양잠·직물·염색물을 중심으로 하는 농촌 마을이었다. 전후의 가미고 정은 이다 시와 시가지가 연속되어 상공업 지화·주택 지화가 현저하여 「이다의 베드 타운」이라고 칭해졌다. 이다 시와의 연계성이 강해 쇼와 대합병 때 합병이 검토되었으나 1955년 당시 가미고 촌은 8,138명으로 합병 후 자치단체 규모로 제시된 8,000명을 넘었던 점, 재정상의 문제가 없었던 점, 지방자치의 희석이 우려됨에 따라 합병을 미뤘다

## 역사
- 1875년 1월 23일 - 지쿠마현 이나 군 가미구로다 촌·자코지 촌·시모구로다 촌·이누마 촌·벳푸 촌·난조 촌이 합병해 가미고 촌(제1차)이 됨.
- 1876년 8월 21일 - 가미고 촌이 나가노현의 소속이 됨.
- 1879년 1월 4일 - 군구정촌 편제법 시행에 의해 가미고 촌이 시모이나 군 소속이 됨.
- 1881년 9월 2일 - 가미고 촌이 분할해 구로다 촌·자코지 촌·이누마 촌·벳푸 촌이 된다(자코지 촌은 후에 단독으로 자치체를 형성).
- 1889년 4월 1일 - 정촌제 시행과 함께 이누마 촌·구로다 촌·벳푸 촌을 구성해 제2차 가미사토촌이 성립하였다.
- 1956년 9월 30일 - 자코지촌이 이다시와 월경지로 합병함으로써 동시와 그 비지에 끼게 된다.이것을 현지에서는 「도넛 합병」이라고 불렀다
- 1993년 7월 3일 - 이다시에 편입되었다. 동일 가미사토정은 폐지되었다.

## 교통

### 철도
- 도카이 여객철도 이다선

### 도로
- 주요 자동차도
- 국도 153호선